# Graellsia
Graellsia é um género botânico pertencente à família Brassicaceae.